# Новосергеевка (Покровский район)

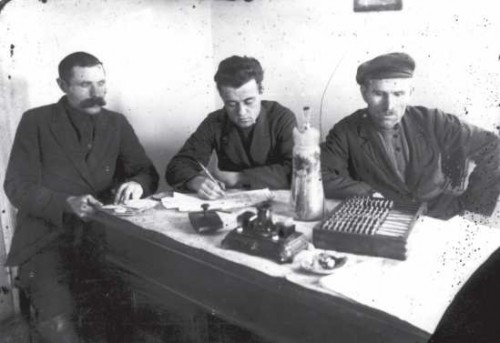
Заседание членов комитета бедноты по вопросу коллективной обработки земли с. Новосергеевка Грушинского района Донецкой области. 1930—1933 годы

Новосергеевка (укр. Новосергіївка) — село на Украине, находится в Покровском районе Донецкой области. Расположено на реке Солёная.
Код КОАТУУ — 1422756304. Население по переписи 2001 года составляет 362 человека. Почтовый индекс — 85334. Телефонный код — 623.

## История
24 июня 2025 года, в ходе боёв на новопавловском направлении, село было оккупировано ВС РФ.

## Адрес местного совета
85334, Донецкая область, Покровский р-н, пгт. Удачное, ул. Железнодорожная, 53, тел. 5-33-5-16